# فدراسیون بین‌المللی ووشو

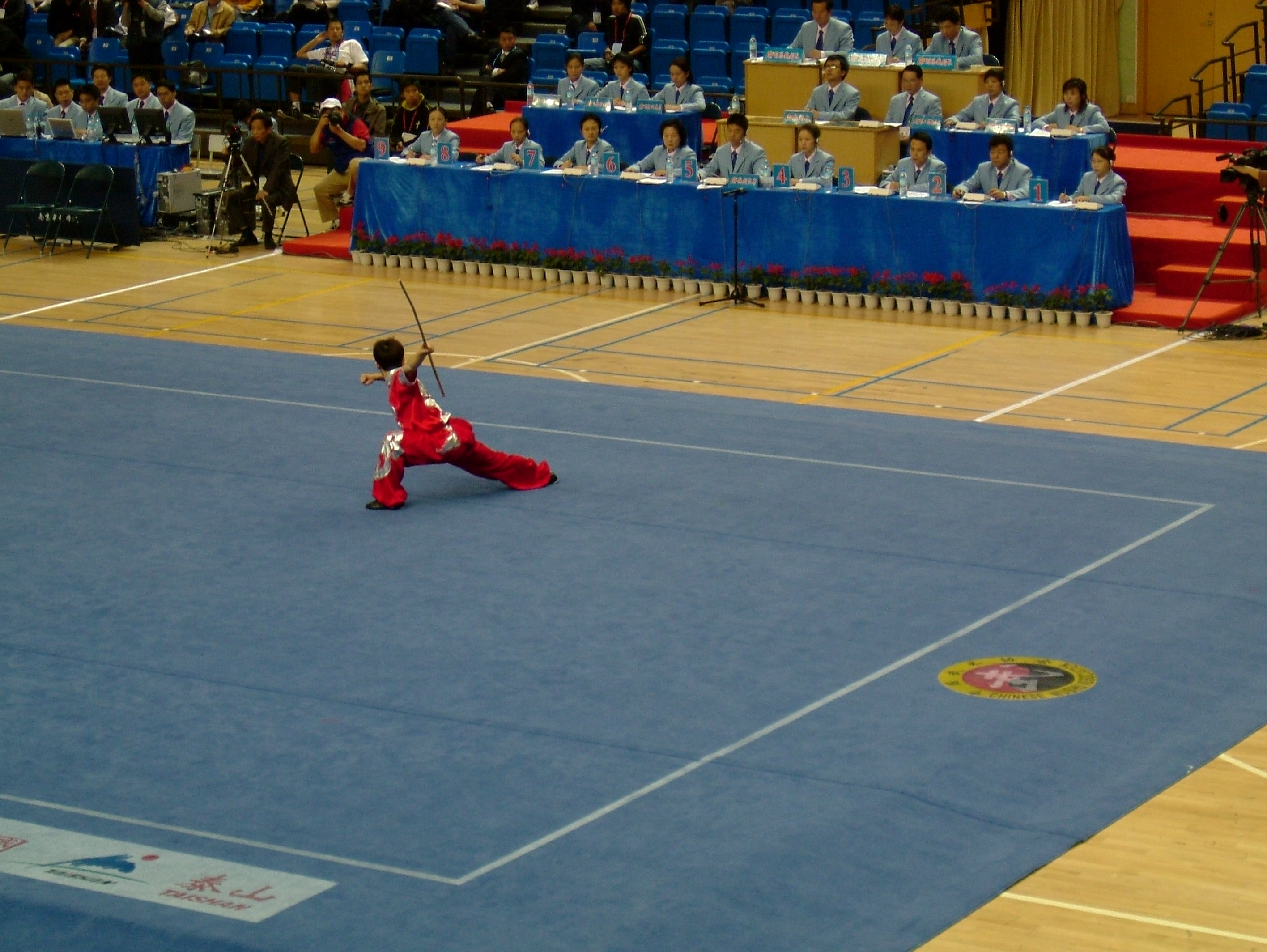
مسابقات ووشو در دهمین بازی‌های آسیایی به میزبانی چین

فدراسیون بین‌المللی ووشو (انگلیسی: International Wushu Federation) یا IWUF نهاد بین‌المللی حاکم برای ورزش ووشو است. این فدراسیون در سال ۱۹۹۰ و در جریان بازی‌های آسیایی ۱۹۹۰ در چین و به منظور ترویج این رشته، تأسیس شد و دارای ۱۵۲ کشور عضو است. ووشو یا کونگ فو چینی شامل سبک های مختلفی میباشد که به دو صورت مدرن و سنتی برگزار میشود. مسابقات ووشو مدرن در دو بخش ساندا (بخش مبارزه که در گذشته سانشو نام داشت) و تالو (بخش اجرای فرم) برگزار می‌شود؛ در این مسابقات فرم های جدید و مدرن ووشو در تالو اجرا میشود. مسابقات جهانی کونگ فو نیز زیر نظر این فدراسیون برگزار میشود؛ .IWUF توسط کمیته بین‌المللی المپیک به رسمیت شناخته‌می‌شود.

## مسابقات بین‌المللی زیر نظر IWUF
منبع:
- مسابقات قهرمانی ووشو جهان
- مسابقات کونگ‌فو قهرمانی جهان
- جام جهانی ساندا
- جام جهانی تالو
- مسابقات قهرمانی جهان سبک های مختلف کونگ فو از جمله تای چی چوان، نان چوان ،شائولین چوان، فانگ من چوان و...